# Виа Траяна
Виа Траяна (на латински: Via Traiana) е древноримски път в южната част на Апенинския полуостров, построен от император Траян в 109 г. Той е разширение на Виа Апия и предлага алтернативен, значително по-краткотраен маршрут от Беневентум до Брундизий. В памет на построяването на Виа Траяна е издигната арка при Беневентум.